# Ålö Holding AB

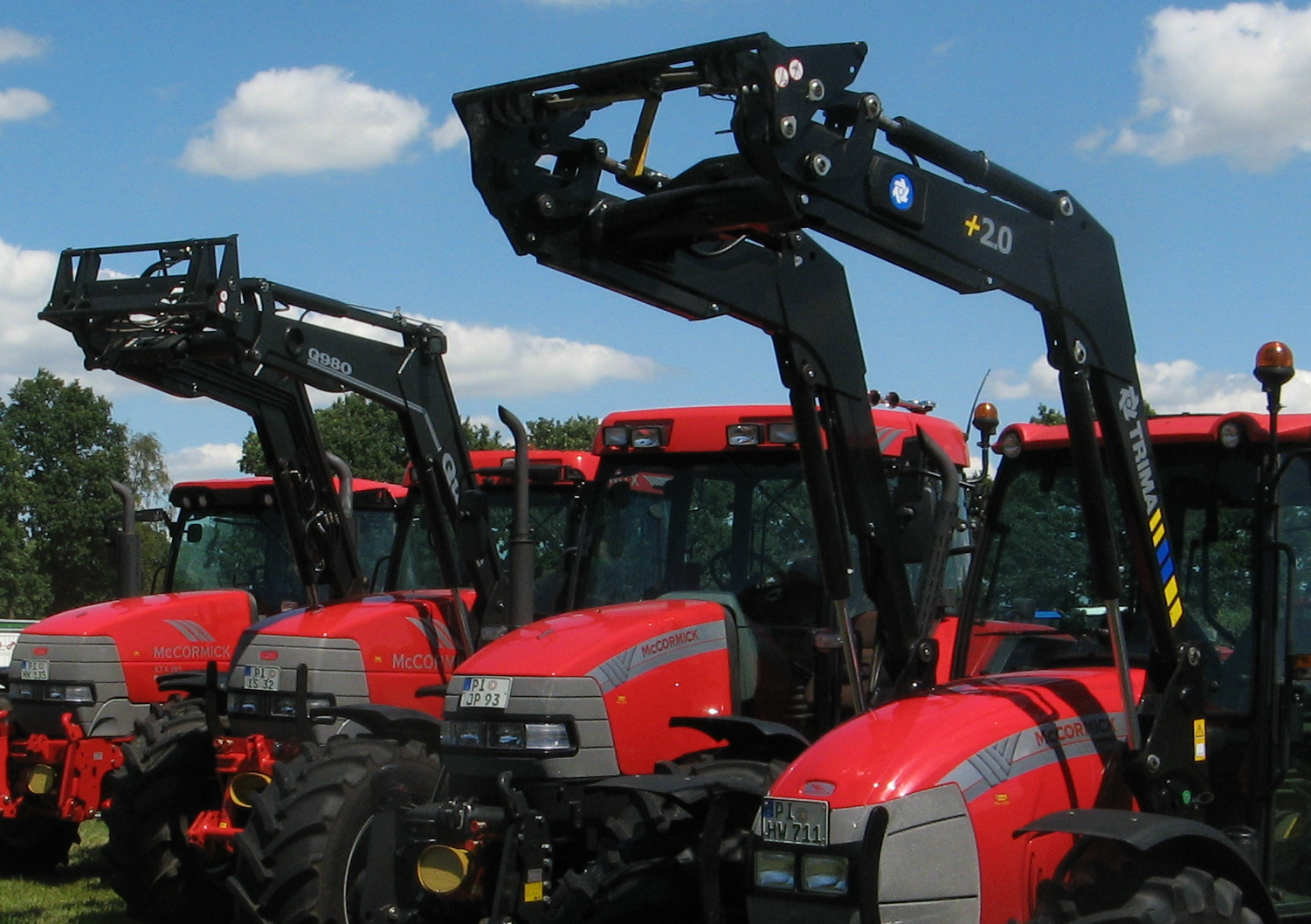
Traktoren mit Quicke- und Trima-Frontladern

Ålö AB ist ein schwedischer Landmaschinenhersteller mit Hauptsitz in Brännland, Gemeinde Umeå, der sich auf die Herstellung von Frontladern spezialisiert hat.

## Geschichte
1947 entwarf Karl-Ragnar Åström einen Frontlader für seinen Bauernhof. 1949 startete eine Produktion in kleinem Rahmen und 1950 wurde die Firma Ålö-Maskiner in das Handelsregister eingetragen. 1993 stieg die Balticgruppen in das Unternehmen ein und im Jahr 2000 wurde der Mitbewerber Baas-Trima übernommen. 2002 wurde 3i Haupteigentümer und die Unternehmensorganisation wurde grundlegend umstrukturiert. Im Zuge dessen firmierte AB Ålö-Maskiner um in Ålö AB. 2008 wurde mit einem Absatz von 37.000 Frontladern ein neuer Rekord aufgestellt.
Neben Frontladern produziert Ålö nun auch Frontladerarbeitsgeräte.
Ab Januar 2020 sind die Jost Werke neuer Eigentümer von Ålö.

## Geschäftszahlen
2008 erzielte Ålö einen Umsatz von 1,911 Milliarden Schwedischen Kronen (rund 216 Millionen Euro). Produziert wird an drei Standorten in Schweden sowie in Dänemark und Frankreich. Die Produkte werden unter den Markennamen Quicke und Trima vertrieben. Marktführer ist Ålö unter anderem in den USA, den Benelux-Ländern sowie den skandinavischen Ländern. Am Weltmarkt hat Ålö 25 % Anteil.